# Olivier Doise
Pour les articles homonymes, voir Doise (homonymie).
Olivier Doise, né le 12 novembre 1968, est un hautboïste français. Il est hautbois solo de l’Orchestre Philharmonique de Radio-France.

## Biographie
Après ses études à Douai, il devient l’élève de Maurice Bourgue et David Walter au Conservatoire National Supérieur de Musique et de Danse de Paris où il obtient à l’unanimité des premiers prix de hautbois et de musique de chambre.
À l’âge de 23 ans, choisi par le chef d’orchestre qu’il admire Chung Myung-Whun, il est nommé soliste de l’orchestre de l’Opéra de Paris. C’est en 2010 qu’il rejoint au même poste l’Orchestre Philharmonique de Radio-France.
Il mène conjointement à ses activités orchestrales une carrière de musicien de chambre. Avec son confrère François Leleux, il est membre de l’octuor à vent Paris-Bastille qui reçoit un premier prix au Concours International de la ville de Paris. Il donne des concerts dans le monde entier.
Sensible au développement de nouveaux répertoires, il s’engage dans la création de plusieurs pièces qui lui sont dédiées, le « Concerto Sacra » de Richard Dubugnon, « L’ange double » de Laurent Cuniot.
Soucieux de former les futures générations de musiciens professionnels, Il est nommé en 2025 professeur de hautbois au Conservatoire National de Musique et de danse de Paris. Il donne régulièrement des master-classes à travers le monde, tel au Domaine Forget, Québec ou El Systema, Vénézuela, au Mexique, en Asie. Il est invité comme juré aux principaux concours internationaux d’exécution instrumentale. 
Olivier Doise joue les hautbois Marigaux.